# Isabel de Lusignan
Isabel de Lusignan, també anomenada Isabel de Xipre, (nascuda abans de març de 1216 o després de 1216 - 1264), va ser regent del Regne de Jerusalem.

## Família
Era filla d'Alícia de Xampanya i Hug I de Xipre, i cunyada de Plasència d'Antioquía, reina consort i regent de Xipre que es va casar amb el seu germà. Els seus avis materns van ser Isabel I de Jerusalem i Enric II de Xampanya (tercer marit d'Isabel). Enric II era fill del comte Enric I de Xampanya i de María de França, comtessa de Xampanya, filla de Lluís VII de França i de Leonor d'Aquitània.
Els avis paterns d'Isabel van serAmalric II de Jerusalem i Esquiva d'Ibelin (primera esposa d'Amalric). Amalric II era fill d'Hug VIII de Lusignan. Esquiva era filla de Balduí d'Ibelin.

## Biografia
Es va casar el 1223 amb Enric de Antioquia-Poitiers, germà de Bohemon V d'Antioquia i de Plasència d'Antioquia, amb qui va tenir aHug I de Jerusalem (Hug III de Xipre). Enric fou fill de Bohemon IV d'Antioquia i de la seva primera esposa Plasència Embriaco del Gibelet.
Els seus descendents van prendre el cognom de Lusignan. Van tenir dos fills:
- Hug III, rei de Xipre i Jerusalem
- Margarita de Lusignan o de Xipre (1244 - Xipre, 30 de gener de 1308), senyora de Tir (1283-1290/1291), després senyora titular, i princesa titular d'Antioquia, que va morir com a monja i va ser enterrada a l'Església Dominicana, a Nicòsia, es va casar el 22 de setembre de 1268 o poc després amb Joan de Montfort, comte de Squillace, senyor de Toron i senyor de Tir (aprox. 1240 - 27 de novembre 1289 en Tir), fill de Felip de Montfort, senyor de Tir i la seva segona esposa María, princesa de Antioquia, no van tenir descendència

Va ser nomenada regent de Jerusalem a Acre el 1263 i al seu torn va nomenar al seu marit Enric batlle del regne. Va tornar a Xipre després que el seu fill va ser nomenat batlle de Jerusalem el 1264.
Isabel va morir el 1264, després de febrer, i va ser enterrada a Nicòsia.
El marit d'Isabel, Enric es va ofegar en el mar enfront de Tir al juny de 1276 mentre navegava cap a Trípoli en un vaixell alemany. El seu cos va ser recuperat i, després de la mort del seu fill Hug, tots dos van ser retornats a Nicòsia per ser enterrats.